# IJsland op het Eurovisiesongfestival 1987
IJsland nam deel aan het Eurovisiesongfestival 1987 in Brussel, België. Het was de tweede deelname van het land op het Eurovisiesongfestival. De artiest werd gezocht via de nationale voorronde Söngvakeppni Sjónvarpsins. RUV was verantwoordelijk voor de IJslandse bijdrage voor de editie van 1987.

## Selectieprocedure
Söngvakeppni Sjónvarpsins 1987 bestond uit 1 finale. Het werd gepresenteerd door Kolbrún Halldórsdóttir.
De selectie werd gewonnen door Halla Margrét Árnadóttir. Zij mocht aldus IJsland vertegenwoordigen op het Eurovisiesongfestival van dat jaar, met haar nummer Hægt og hljótt.

### Uitslag
| Volgorde | Artiest                                   | Lied               | Punten | Plaats |
| -------- | ----------------------------------------- | ------------------ | ------ | ------ |
| 1        | Björgvin Halldórsson                      | Ég leyni minni ást | 30     | 8ste   |
| 2        | Halla Margrét Árnadóttir                  | Hægt og hljótt     | 88     | 1ste   |
| 3        | Björgvin Halldórsson & Erna Gunnarsdóttir | Lífsdansinn        | 55     | 4de    |
| 4        | Jóhanna Linnet                            | Sumarást           | 32     | 7de    |
| 5        | Jóhann Helgason                           | Í blíðu og stríðu  | 24     | 9de    |
| 6        | Eyjólfur Kristjánsson                     | Norðurljós         | 59     | 3de    |
| 7        | Módel                                     | Lífið er lag       | 74     | 2de    |
| 8        | Sigrún Hjálmtýsdóttir                     | Sofðu vært         | 20     | 10de   |
| 9        | Erna Gunnarsdóttir                        | Aldrei ég gleymi   | 36     | 6de    |
| 10       | Björgvin Halldórsson                      | Mín þrá            | 46     | 5de    |

## In Brussel
Op het Eurovisiesongfestival moest IJsland aantreden als vierde, na Oostenrijk en voor gastland België. Aan het einde van de puntentelling bleek dat Árnadóttir op een 16de plaats was geëindigd met 28 punten.
Nederland had geen punten over voor deze inzending, België 4 punten.

### Gekregen punten

#### Finale
| 12 punten | 10 punten                     | 8 punten | 7 punten | 6 punten      |
| --------- | ----------------------------- | -------- | -------- | ------------- |
|           | - Duitsland                   |          |          | - Griekenland |
| 5 punten  | 4 punten                      | 3 punten | 2 punten | 1 punt        |
|           | - België - Noorwegen - Spanje |          |          |               |

### Punten gegeven door IJsland

#### Finale
Punten gegeven in de finale:
| 12 punten | Duitsland   |
| 10 punten | Joegoslavië |
| 8 punten  | Zweden      |
| 7 punten  | Denemarken  |
| 6 punten  | Cyprus      |
| 5 punten  | Israël      |
| 4 punten  | Frankrijk   |
| 3 punten  | Italië      |
| 2 punten  | Zwitserland |
| 1 punt    | Griekenland |